# Фонтнел (Златна обала)
Фонтнел (фр. Fontenelle) насеље је и општина у источном делу централне Француске у региону Бургоња, у департману Златна обала која припада префектури Дижон.
По подацима из 2011. године у општини је живело 147 становника, а густина насељености је износила 14,5 становника/km². Општина се простире на површини од 10,14 km². Налази се на средњој надморској висини од 190 метара (максималној 273 m, а минималној 217 m).

## Демографија
| 1962. | 1968. | 1975. | 1982. | 1990. | 1999. | 2011. |
| ----- | ----- | ----- | ----- | ----- | ----- | ----- |
| 136   | 147   | 130   | 116   | 109   | 104   | 147   |

График промене броја становника у току последњих година